# Seksualna terapija
Seksualna terapija je postupak liječenja seksualnih problema i poremećaja. U pravilu se provodi u paru, a samo iznimno kod pojedinca. Seksualnu terapiju provode seksualni terapeuti, koji se educiraju iz redova liječnika, psihijatara i psihologa, te stječu dodatnu edukaciju iz seksualne terapije. Stručno društvo seksualnih terapeuta je Hrvatsko društvo za seksualnu terapiju.
Seksualni terapeut je osoba koja se bavi unapređenjem seksualnog zdravlja i liječenjem seksualnih poremećaja. Seksualni terapeut može postati psiholog, psihijatar ili liječnik koji je završio neku od psihoterapijskih edukacija. Nakon toga educira se prema pravilima i programu Hrvatskog društva za seksualnu terapiju.
Seksualni poremećaji dijele se u tri osnovne skupine: seksualne disfunkcije (prijevremena ejakulacija, smetnje erekcije, teškoće u doživljavanju orgazma, vaginizam, dispareunija, gubitak seksualne želje), parafilije.